# Heterixalus alboguttatus
Heterixalus alboguttatus és una espècie de granota de la família dels hiperòlids que viu a Madagascar.
Està amenaçada d'extinció per la pèrdua del seu hàbitat natural.